# Gra Geralda
Gra Geralda – powieść Stephena Kinga z 1992 roku. W Polsce wydana po raz pierwszy w 1994 roku przez wydawnictwo Prima. Inne polskie wydania:
- Świat Książki (1995) (ISBN 83-7129-130-2)
- Albatros (2004, 2005) (ISBN 83-7337-150-8)
- Albatros (2015) (ISBN 978-83-7885-595-8)

## Opis fabuły
Akcja powieści rozgrywa się w jesienną noc w domku letniskowym koło jeziora Dark Score w stanie Maine. Jessie Burlingame i jej mąż Gerald są nieco znudzonym sobą małżeństwem. W czasie igraszek miłosnych Jessie zostaje przykuta do łóżka kajdankami. Aby uwolnić się od coraz bardziej natarczywego męża wymierza mu kopniaka w krocze. Gerald upada na podłogę i umiera na zawał serca. Rozpoczyna się dramat zniewolonej kobiety. Pojawia się wygłodniały pies, a kobietę zaczynają prześladować sceny z przeszłości.

## Ekranizacja
W 2017 roku powstała ekranizacja powieści w reżyserii Mike’a Flanagana z Bruce’em Greenwoodem i Carlą Guigno w rolach głównych.